# La ballata del piccolo soldato
La ballata del piccolo soldato (Ballade vom kleinen Soldaten) è un documentario realizzato nel 1984 da Werner Herzog e Denis Reichle per l'emittente televisiva tedesca SDR (Süddeutscher Rundfunk).
Il documentario è stato girato in Nicaragua nel febbraio del 1984, durante la guerra civile; è incentrato sui gruppi militari detti Contras, che fronteggiano il FSLN, responsabile (a quanto viene mostrato nel film) di barbarie contro la popolazione. Il film si concentra soprattutto sulla realtà dei bambini soldato.

## Trama
Un bambino soldato imbraccia il proprio fucile e canta una malinconica canzone d'amore. Dopo un'azione militare che finisce in un nulla di fatto, alcuni popolani raccontano le loro esperienze riguardo alle barbarie subite, alle uccisioni dei propri figli, alle razzie nei villaggi.
Uno degli addestratori dei bambini soldato racconta che i bambini di 12-13 anni sono i migliori da addestrare, perché la loro mente può essere facilmente manipolata. Quando viene chiesto ai bambini perché combattono essi rispondono che lo fanno per vendicare i fratelli o i genitori uccisi dai sandinisti, e di essersi arruolati di propria volontà. Affermano di non aver paura di morire e di aver voglia di combattere.

## Home Video
Il film è disponibile in Italia come contenuto aggiuntivo del DVD di Aguirre, furore di Dio della Ripley's Home Video.